# Герб Санчурска
Герб посёлка Санчурск — опознавательно-правовой знак, составленный и употребляемый в соответствии с правилами геральдики, служащий символом посёлка Санчурск, образующего Санчурское городское поселение Санчурского района Кировской области Российской Федерации.
Герб внесен в Государственный геральдический регистр РФ под № 12097.

## Описание и символика
«В серебряном поле на зелёной земле чёрный сидящий канюк с червлёными лапами и клювом и серебряным глазом».
В основе герба лежит исторический герб города Царёвосанчурска, высочайше утверждённый 28 мая 1781 года императрицей Екатериной II.

## Исторические гербы

### Герб 1781 года

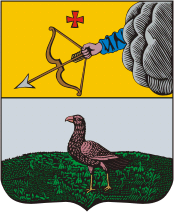
Герб Царёво-Санчурска
(1781 год)

11 (22) сентября 1780 года именным указом императрицы Екатерины II было образовано Вятское наместничество с центром в городе Хлынове, переименованном в Вятку. В 1781 году правящий должность герольдмейстера, действительный статский советник А. А. Волков представил гербы городов наместничества на Высочайшее утверждение. Исторический герб Царёвосанчурска (название города до 5 ноября 1923 года, когда он Вятским губисполкомом был переименован в Санчурск и реорганизован в село) был Высочайше утверждён 28 мая (8 июня) 1781 года императрицей Екатериной II вместе с другими гербами городов Вятского наместничества.

Описание герба гласило:
В верхней части щита герб Вятский, в нижней части в серебряном поле на лугу ходящая птица, называемая канюк, каковых в окрестностях оного города весьма много.

### Герб 1984 года

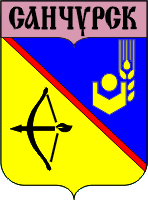
Герб Санчурска
(1984 год)

В 1984 году поселковым Советом народных депутатов был утверждён новый герб Санчурска, который может быть описан следующим образом
: Щит скошен слева. В верхней лазоревой части золотой символ сельскохозяйственной химии, сопровождаемый золотым же колосом. В нижней золотой части выходящая слева рука держит натянутый диамантовый лук со стрелой. В заострённой снизу пурпурной вершине название города диамантом.

### Герб 1996 года

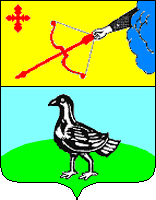
Герб Санчурска (1996 год)

Описание герба:
В золотом поле выходящая из лазоревых облаков рука в червлёной одежде, держащая червлёный натянутый лук с червлёной стрелой. В верхнем (в левом от зрителя) углу щита — червлёный лапчатый воинский крест с шарами на концах. Рука с луком в соотношении с геральдическими нормами изображается повёрнутой влево от зрителя.
 
В серебряном поле — «на лугу ходящая птица, называемая „канюк“, каковых в окрестностях города весьма много».
Описание элементов серебряного поля является цитатой из описания исторического герба города Царёвосанчурска, пожалованного в 1781 году.

Обоснование символики герба: золотой цвет щита отражает величие, уважение законов, богатство, торговлю, хлеборобство; червлёный (красный) цвет лука, стрелы и креста — храбрость, мужество, отвагу, воинскую доблесть и воинское ремесло; лазоревый (голубой) цвет облака — красоту, ясность, спокойствие, хладнокровие; рука — идея обороны, отваги, защиты Отечества; лук — готовность к защите родной земли; облако — символ божественного провидения; воинский крест — военная защита Отечества.